# Ostracion
Ostracion là một chi cá biển trong họ Cá nóc hòm. Chi này được lập ra bởi Linnaeus vào năm 1758.

## Từ nguyên
Tên gọi của chi bắt nguồn từ óstrakon (ὄστρακον; "loài có vỏ cứng") trong tiếng Hy Lạp cổ đại, hàm ý có lẽ đề cập đến phần vảy xương cứng trên lưng của loài điển hình.

## Các loài
Chi này có 8 hoặc 9 loài được công nhận tùy theo mỗi tác giả:
- Ostracion cubicum Linnaeus, 1758
- Ostracion cyanurus Rüppell, 1828
- Ostracion immaculatum Temminck & Schlegel, 1850
- Ostracion meleagris Shaw, 1796
- Ostracion rhinorhynchos Bleeker, 1851
- Ostracion solorense Bleeker, 1853
- Ostracion trachys Randall, 1975
- Ostracion whitleyi Fowler, 1931

Loài Ostracion nasus Bloch, 1785 được nhiều tác giả tách riêng thành chi Rhynchostracion. Khi Fraser-Brunner (1935) lập chi Rhynchostracion, ông đã phân biệt nó với các chi cá nóc hòm khác bởi sự phát triển của sống lưng, độ lồi của vảy xương và bướu mõm nhô ra trước miệng. Tuy nhiên, hai đặc điểm đầu tiên không tách biệt rõ ràng Rhynchostracion với các loài nóc hòm khác; ngoài ra, những con trưởng thành của O. cubicum đều có bướu trên mõm như vậy. Chính vì thế mà một số tác giả khác đã đưa chúng trở lại chi này.

## Phân bố
Các loài trong chi này đều là loài bản địa của vùng biển Ấn Độ Dương - Thái Bình Dương. Riêng O. cubicum đã mở rộng phạm vi đến Địa Trung Hải.

## Sinh thái
O. meleagris và O. cubicum có khả năng tạo ra âm thanh. Cơ chế tạo âm là nhờ vào bong bóng cá hình chữ T với một cửa sổ và hai cặp cơ tạo âm riêng biệt. Cơ dọc ngoại lai gắn vào cột sống và bóng cá. Vuông góc và bên dưới các cơ này, các cơ nội tại bao phủ cửa sổ của bóng cá.

## Thương mại
Các loài trong chi này chủ yếu được nuôi làm cá cảnh.